# 증거보존 통지
증거보존 통지는 "Preservation order" 또는 “hold order"로도 알려져 있는 미국민사소송법상 제도로, 어떤 소송 또는 합리적으로 예측 가능한 소송에 관련이 있는 모든 형태의 관련된 정보를 보관하기 위해서 기관이 사용하는 절차이다. 이 절차는 일반적으로 기관의 법무담당자로부터 기록물의 처치 또는 일반적 처분을 보류하게 하는 통지 또는 연락에 의해 개시된다.
미국법상 소송의 당사자가 된 혹은 그렇게 될 가능성이 있는 기업은 소송과 관련된 자료의 손실을 막기 위해 특별한 조치를 취할 의무가 있으며 이러한 특별한 조치에는 문서보존계획, 자료보존지시, 관련 자료 파기 보존조치 등이 포함된다. 만약 이런 조치가 제대로 시행되지 않은 채 소송상 관련 증거가 파기된 정황이 보이면 법원은 당사자에게 불리한 추정을 인정할 수 있고, 심지어 패소판결(default judgment)을 선고할 수 있다. 최근 코오롱과 듀폰의 특허소송에서 코오롱은 보존의무가 있음에도 불구하고 자사에 불리한 1만 7811개의 이메일을 의도적으로 삭제했는데, 판결문에서도 보존의무를 준수하지 않은 것이 코오롱의 패소에 결정적인 영향을 미쳤다.
e-Discovery 사전 준비를 위해서 △정보관리 △선별적 정보 삭제 △규제에 따른 개인정보보호의 필요성 이해 등이 선행되어야 한다.

## 참고 문헌
- 미국소송 E-Discovery에서 가장 중요한 Litigation Hold James 2012.09.16
- 탁희성, “전자증거개시제도(E-Discovery)에 관한 연구”, 한국형사정책연구원
- 특허분쟁 및 소송대응전략- 경고장 대응 회피설계 및 문서관리 이선희
- Legal Hold- HP[깨진 링크(과거 내용 찾기)]

## 같이 보기
- 디스커버리 (법)
- 불리한 추정
- 전자 디스커버리